# Helen Sharman
Helen Patricia Sharman, CMG, OBE, HonFRSC, (nascuda el 30 de maig de 1963) és una química que es va convertir en la primera astronauta britànica (i en particular, la primera cosmonauta britànica), així com la primera dona que va visitar l'estació espacial Mir el maig de 1991.

## Primers anys i educació
Sharman va néixer a Grenoside, Sheffield, on va assistir a la Grenoside Junior and Infant School, i posteriorment es va traslladar a Greenhill. Després d'estudiar al Jordanthorpe Comprehensive, va obtenir el títol de llicenciada en química a la Universitat de Sheffield el 1984 i un doctorat al Birkbeck College de Londres el 1987. Va treballar com a tecnòloga de recerca i desenvolupament per a GEC a Londres i després com a química per a Mars Incorporated, tractant propietats saboritzants de la xocolata. Això va portar després a la premsa britànica a titllar-la de Girl from The Mars ("La noia de Mars").

## Projecte Juno

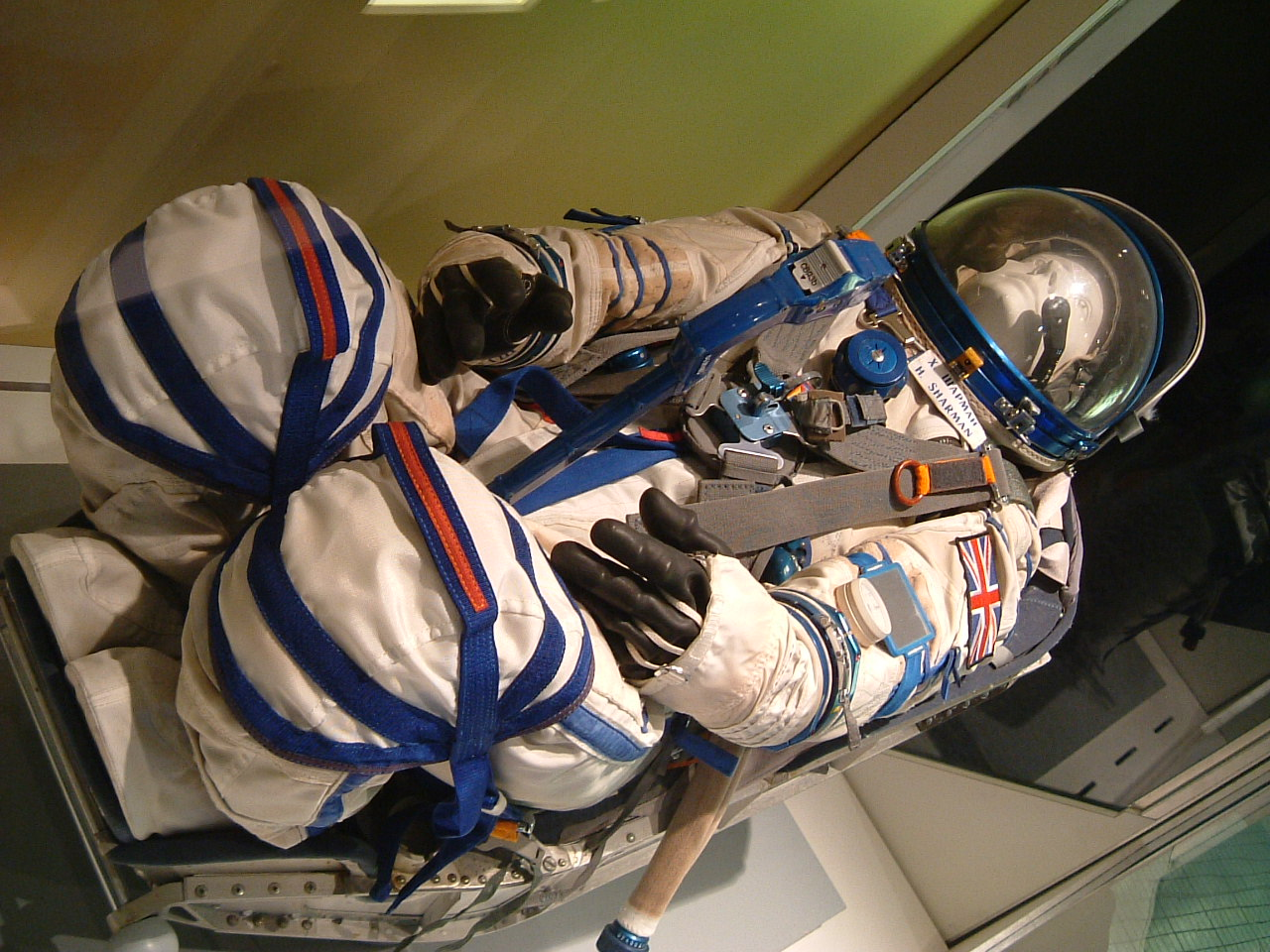
Vestit espacial Sokol portat per Sharman, al National Space Centre de Leicester.

Després de respondre a un anunci de ràdio on es demanaven candidats per ser el primer explorador espacial britànic, Helen Sharman va ser seleccionada per a la missió en directe a ITV, el 25 de novembre de 1989, per davant dels prop de 13.000 altres candidats. El programa era conegut com a Projecte Juno i era una missió conjunta soviètica i britànica copatrocinada per un grup d'empreses britàniques.
Sharman va ser seleccionada en un procés que va donar pes a antecedents científics, educatius i aeroespacials, així com a la capacitat d'aprendre un idioma estranger.
Abans de volar, Sharman va passar 18 mesos en un entrenament intensiu de vols a la Ciutat de les Estrelles. El consorci del Projecte Juno no va aconseguir reunir els diners previstos i el programa va ser gairebé cancel·lat. Amb vista a l'impacte del vol en les relacions internacionals, el projecte va continuar amb despeses soviètiques, tot i que com a mesura d'estalvi de costos, es van substituir els experiments originals per uns de menys costosos.
La missió Soiuz TMA-12, que incloïa els cosmonautes soviètics Anatoli Artsebarski i Serguei Krikaliov, es va llançar el 18 de maig de 1991 i va durar vuit dies, la major part del temps passat a l'estació espacial Mir. Entre les tasques de Sharman s'incloïen proves mèdiques i agrícoles, fotografiar les Illes Britàniques i participar en una connexió de ràdioaficionat amb llicència amb escolars britànics. Va aterrar a bord de la Soiuz TMA-11 el 26 de maig de 1991, juntament amb Víktor Afanàssiev i Mussà Manàrov.
Sharman tenia 27 anys i 11 mesos quan va anar a l'espai, cosa que la va convertir (a partir del 2017) en la sisena persona més jove dels 556 individus que han volat a l'espai. Sharman no ha tornat més a l'espai, tot i que va ser una de les tres candidatures britàniques al procés de selecció dels astronautes de l'Agència Espacial Europea del 1992 i va formar part de la llista de 25 sol·licitants el 1998.
Com que Juno no era una missió de l'ESA, Tim Peake es va convertir en el primer astronauta britànic de l'ESA més de 20 anys després.
Per les seves fites al Projecte Juno, Sharman va rebre una estrella al Passeig de la Fama de Sheffield.

## Carrera posterior
Sharman va passar els vuit anys posteriors a la seva missió a la Mir com a treballadora autònoma, fent de divulgadora científica per al gran públic. La seva autobiografia, Seize the Moment, va ser publicada el 1993. El 1997 va publicar un llibre infantil, The Space Place. Ha presentat programes de ràdio i televisió, fins i tot per a BBC Schools.
Al 2011, treballà al National Physical Laboratory com a cap de grup del grup de superfície i nanoanàlisi. Sharman es va convertir en gerent d'operacions del departament de química de l'Imperial College London in 2015. Continuà les activitats de divulgació relacionades amb la química i el seu vol espacial, i el 2015 va ser guardonada amb una beca honoraria de la British Science Association.
In agost 2016, Sharman appeared as herself in an episode of the telenovel·la de Channel 4 Hollyoaks.
El gener de 2020, Sharman va dir en una entrevista que "els extraterrestres existeixen, no hi ha dues opcions", però que "és possible ... que simplement no els puguem veure".

## Premis i honors

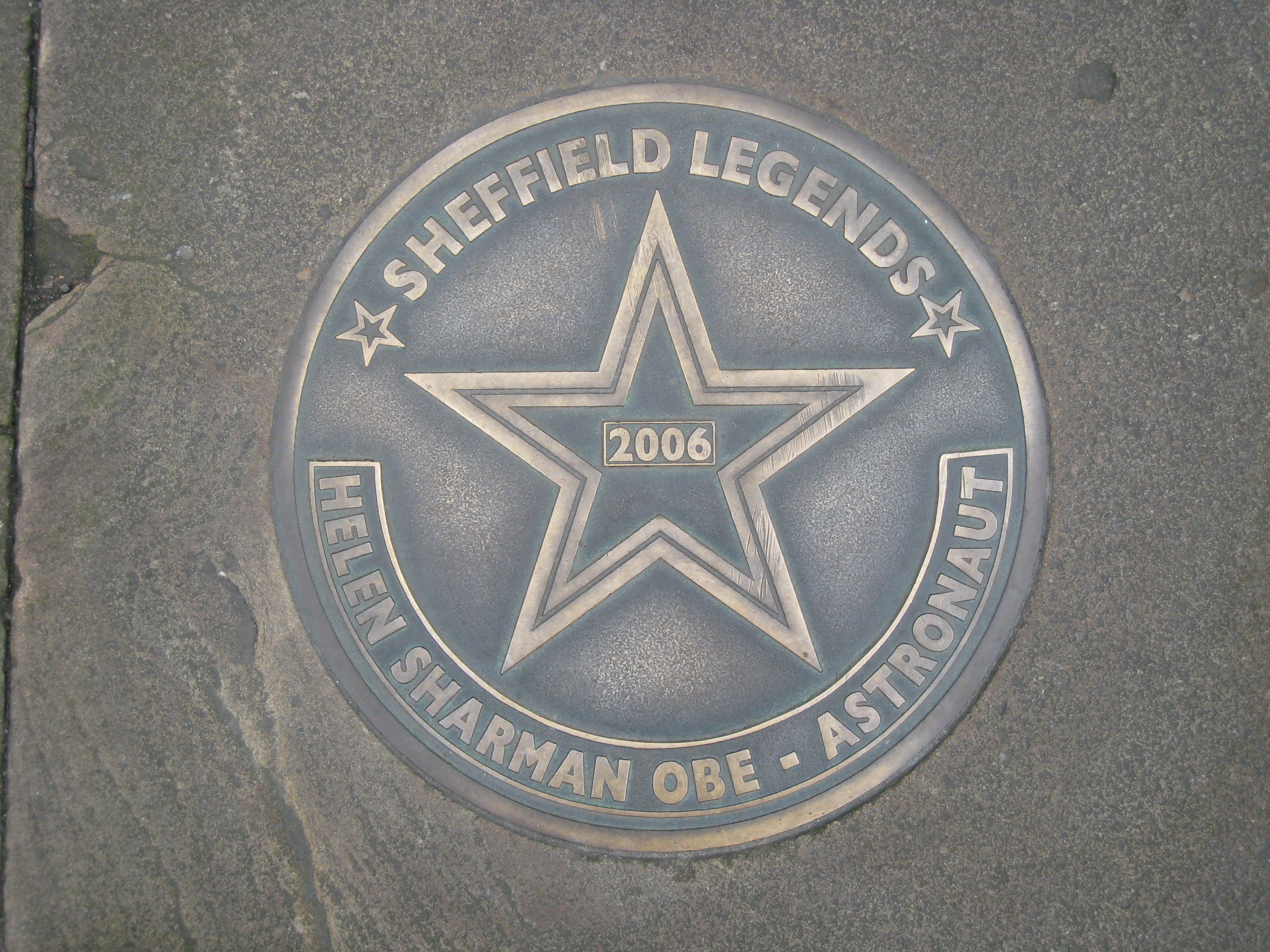
Estel del passeig de la fama de Sheffield

Helen Sharman va ser guardonada amb la medalla de bronze i plata i or del Royal Aero Club, el 1990. Després, el 1991, va ser escollida per encendre la flama a la Universíada d'Estiu de 1991, celebrada a Sheffield. A la televisió internacional, en directe, va sortir mentre corria a l'interior de l'estadi Don Valley. Però va ensopegar i li va caure la torxa dels jocs. Animada a continuar la seva cursa, sense cap flama a la torxa, va sortir a la pista i va pujar fins al peveter cerimonial. Malgrat la manca de foc de la torxa, la flama cerimonial encara es va encendre.
Pels seus decidits esforços pioners, Sharman va ser nomenada oficial de l'Orde de l'Imperi Britànic (OBE) el 1993, i l'any següent i l'any següent, membre honorari de la Royal Society of Chemistry (HonFRSC). Sharman va ser nomenada companya de l'Orde de Sant Miquel i Sant Jordi (CMG) el 2018 pels seus serveis en la divulgació de la ciència i la tecnologia.
El 26 de maig de 1991 per Decret del president de l'URSS núm. UP-2010 se li va concedir l'Orde de l'Amistat dels Pobles
El 12 d'abril de 2011, per Decret del president de la Federació Russa núm. 437 se li va atorgar la Medalla "per mèrits en l'exploració espacial".
L'escola britànica d'Assen, als Països Baixos s'anomena escola Helen Sharman en honor seu. A més, hi ha una casa que s'anomena així a la Wallington High School for Girls, una grammar school al districte londinenc de Sutton, on cada casa té el nom d'una dona amb gran èxit i influència. El bloc de ciències de l'escola Bullers Wood, Chislehurst, Kent, va ser obert per Sharman el 1994 i es diu Sharman House.
També hi ha una casa que s'anomena així a la Rugby High School for Girls, una grammar school per a noies on les cases reben el nom de quatre dones influents. i més recentment un bloc d'estudiants a Sheffield porta el seu nom.
Ha rebut diversos títols honoraris per part de les universitats del Regne Unit, entre les quals hi ha:
| Any  | Honor                           | Universitat                       | Referència |
| ---- | ------------------------------- | --------------------------------- | ---------- |
| 1991 | Fellow honorària                | Universitat Sheffield Hallam      | [ 28 ]     |
| 1995 | Doctora honorària en ciències   | Universitat de Kent               | [ 29 ]     |
| 1996 | Doctora honorària en tecnologia | Universitat de Plymouth           | [ 30 ]     |
| 1997 | Doctora honorària en ciències   | Universitat de Southampton Solent | [ 31 ]     |
| 1998 | Doctora honorària en ciències   | Universitat de Staffordshire      | [ 32 ]     |
| 1999 | Doctora honorària en ciències   | Universitat d'Exeter              | [ 33 ]     |
| 2010 | Doctora honorària en ciències   | Universitat Brunel                | [ 34 ]     |
| 2017 | Doctora honorària en ciències   | Universitat de Kingston           | [ 35 ]     |
| 2017 | Doctora honorària en ciències   | Universitat de Hull               | [ 36 ]     |